# Guaranteed Rate Field
Guaranteed Rate Field (abans anomenat Comiskey Park) és un estadi de beisbol localitzat a Chicago, Illinois, Estats Units. És la seu dels Chicago White Sox de les Grans Lligues de Beisbol. Va ser inaugurat per a la temporada 1991, després que els White Sox juguessin 81 anys a l'antic Comiskey Park. Va ser construït a l'estacionament del vell Comiskey, mentre que aquest últim va ser demolit per fer aquí l'estacionament del nou estadi.
El nou estadi va tenir un cost de 167 milions de dòlars i en els seus inicis també va ser anomenat Comiskey Park, però a partir del 2003, la companyia de telecomunicacions U.S. Cellular va comprar els drets per al nom de l'estadi per 68 milions durant 20 anys. Va ser seu del Joc de les Estrelles aquest mateix any. Alguns membres de la premsa i dels seguidors continuen anomenant l'estadi com New Comiskey Park. Fins al dia de la seva demolició, l'antic Comiskey va ser l'estadi més vell de les Grans Lligues.

## Curiositats
- Encara que la majoria dels seients blaus van ser reemplaçats per seients verds, hi ha dos que es mantenen. Un es troba en el jardí esquerre i és on va caure el gran eslam de Paul Konerko; l'altre està en el dret-central i és on va caure el home run de Scott Podsednik per acabar el joc 2, tots dos en la Sèrie Mundial 2005.
- El setembre de 2004, els Florida Marlins van usar aquest estadi com a locals durant dos jocs contra els Montreal Expos mentre l'Huracà Ivan passava per Florida.
- Ha aparegut en les pel·lícules Little Big League, Rookie of the Year, Major League II, Only the lonely i Les noces del meu millor amic.
- Els jocs nocturns en aquest estadi van canviar d'horari de les 7:05 a les 7:11 com a part d'una campanya publicitària que li va costar $500.000 dòlars a l'empresa 7-Eleven. El contracte va tenir efecte des de 2007 fins a 2009.